# Die Insel der Zitronenblüten
Die Insel der Zitronenblüten ist ein Spielfilm von Benito Zambrano aus dem Jahr 2021 nach dem Roman von Cristina Campos. 

## Handlung
Die beiden sehr unterschiedlichen Schwestern Marina und Anna erben ein Haus mit einer Bäckerei in dem kleinen Dorf Valldemossa im Landesinneren Mallorcas. Ein Fünftel des Hauses gehörte einer Frau namens Lola. Nur wer ist diese Frau? Marina, die seit ihren frühen Jahren nicht mehr auf der Insel lebte, versucht das zu ergründen und stößt dabei auf eine Mauer des Schweigens. 
Marina entscheidet sich, die Bäckerei weiter zu betreiben und hilft der Bäckerin Catalina bei den Arbeiten. In einer alten Truhe findet Annas Tochter Fotos von Lola, angesichts derer den Schwestern der Verdacht kommt, dass Marina Lolas uneheliche Tochter mit Annas Vater ist. 
Dann wird bei Anna eine unheilbare Krebserkrankung entdeckt. Marina begleitet ihre Halbschwester bis zu deren Tod.

## Produktion
Der Film wurde vom 19. Oktober 2020 bis 25. Dezember 2020 an Orten in Valldemossa, Balearischen Inseln, Spanien und Sénégal, Afrika gedreht.